# Münchenroda

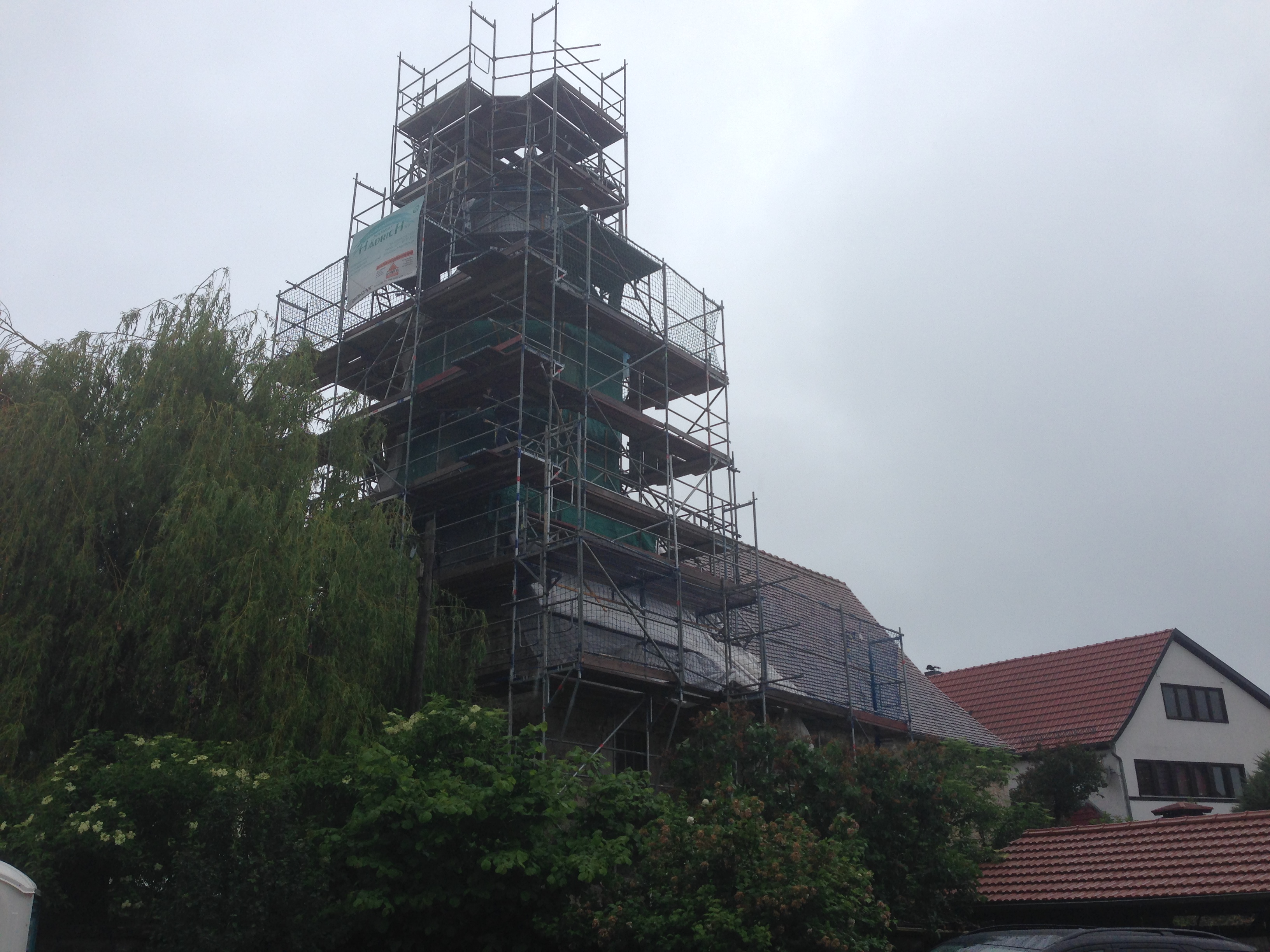
Dorfkirche Münchenroda

Münchenroda ist ein Ortsteil der kreisfreien Stadt Jena in Thüringen.

## Lage
Münchenroda ist der westlichste Ortsteil der kreisfreien Stadt Jena. Das Dorf grenzt mit seiner Gemarkung an die Grenze des Landkreises Weimarer Land. Von da aus geht die höher gelegene Ebene der westlichen Saaleanhöhen in die Ackerebene bei Mellingen und Weimar über. Nördlich von Münchenroda in etwa 200 m Entfernung zur Dorfmitte, fließt im „Göllichsgraben“ in östlicher Richtung ein Bach, der nach dem Durchfließen des Münchenrodaer Grunds in die Leutra mündet. Der Ortsteil ist über städtische Verkehrswege gut erreichbar und besitzt daher Anschluss an das Gebiet um Jena und Weimar. Eine Besonderheit Münchenrodas ist dessen runder Siedlungskern, den man als Rundling bezeichnet.

## Geschichte
Münchenroda wurde am 13. Mai 1255 erstmals urkundlich erwähnt. Um 1330 war der Ort im Besitz des Klosters Bürgel. Die älteste Überlieferung von Hofbesitzern stammt aus der Zeit von 1421 bis 1425.

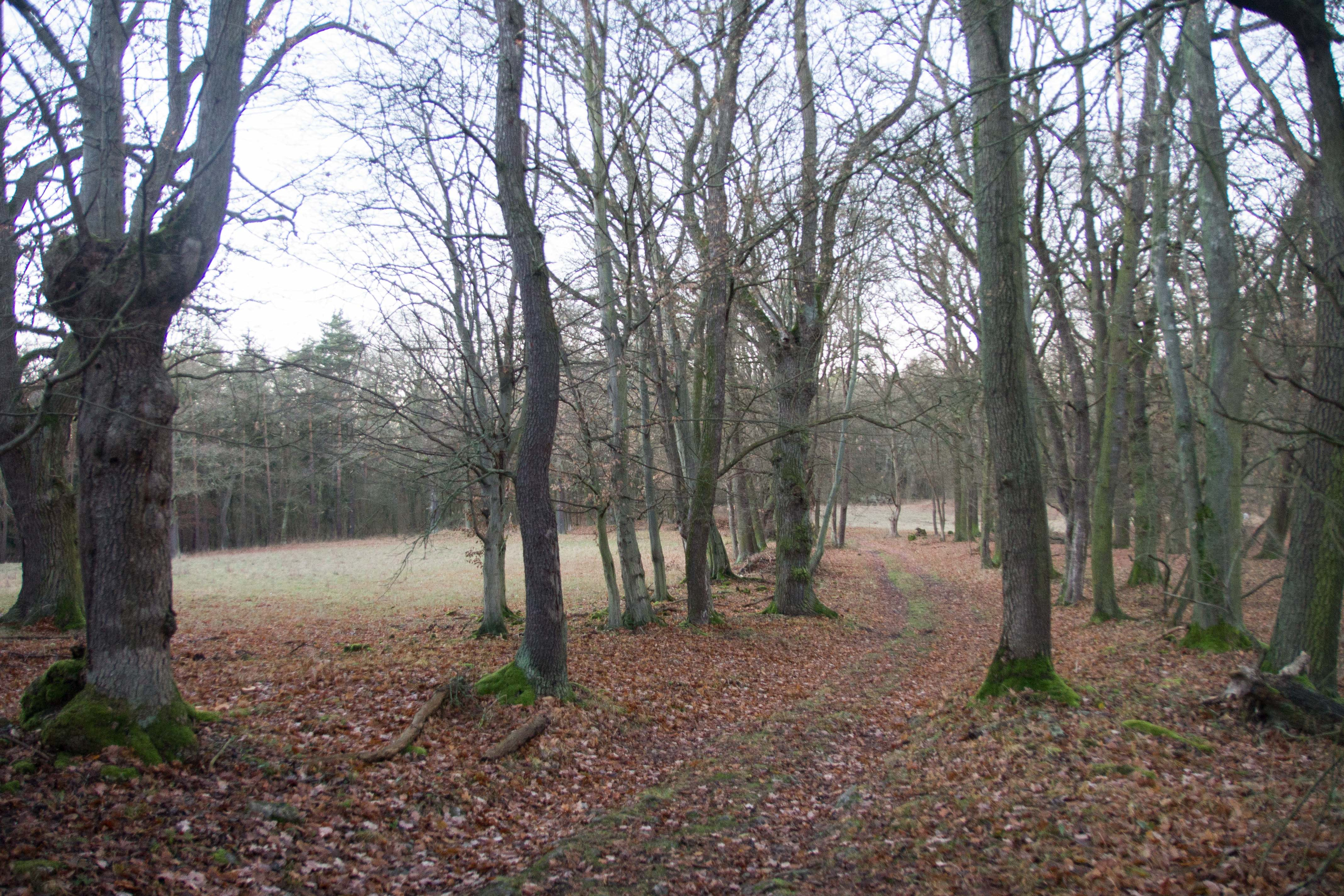
Wüstung Möbis

Etwa 2 km südlich des Ortes liegt auf einer Anhöhe die Wüstung „Möbis“ (auch Nöbis oder Mövis). Diese Anhöhe wurde bereits 1233 urkundlich erwähnt.
An der Einhügelquelle im Münchenrodaer Grund wurde 1885 ein Bronzehort entdeckt. Im Umfeld der Quelle fand man Sicheln, Ringe, Schmuckscheiben, eine Lappenaxt und ein Antennenschwert. Dieser Fund deutet auf einen Kultplatz an einer Quelle hin.
Im Ort befindet sich die als Kulturdenkmal ausgewiesene Dorfkirche Münchenroda.

## Sport
Der Golfplatz zwischen Weimar und Jena befindet sich auf 86 Hektar des Ortsteils und entspricht dem internationalen Standard.